# Laura Hernández
Laura Hernández Selva (født 13. marts 1997) er en kvindelig spansk håndboldspiller som spiller for BM Bera Bera i den spanske División de Honor Femenina og Spaniens kvindehåndboldlandshold.
Hun blev udtaget til landstræner José Ignacio Prades' trup ved VM i kvindehåndbold 2021 i Spanien.